# Корнелий Сципион Помпониан Сальвиттон
Корне́лий Сципио́н Помпониа́н Сальвитто́н (лат. Cornelius Scipio Pomponianus Salvitto; умер после 46 года до н. э.) — римский военный деятель из патрицианского рода Корнелиев. Он упоминается в источниках в связи с африканской кампанией Гая Юлия Цезаря (47—46 годы до н. э.).

## Биография
Некто Сципион Сальвиттон (другие варианты русской транскрипции — Салутион, Салютион) был в составе армии Гая Юлия Цезаря, которая в конце 47 года до н. э. высадилась в Африке для войны с помпеянцами. Последними командовал Квинт Цецилий Метелл Пий Сципион. Существовало поверье, что Сципионам в Африке суждены «вечное счастье и непобедимость». Цезарь, то ли чтобы использовать такие рассказы в своих интересах, то ли чтобы высмеять их, наделил Сальвиттона какими-то формально широкими полномочиями. Согласно Светонию, он держал этого военного «при себе в лагере», а согласно Плутарху, даже «отводил ему почётное место во главе войска, словно главнокомандующему». При этом Сальвиттон, по данным античных авторов, был «ничтожным малым», известным только своей распутной жизнью, «человеком во всех других отношениях ничтожным и всеми презираемым». Цезарианцы выиграли эту войну, о дальнейшей судьбе Сальвиттона ничего не известно.
Дополнительные данные об этом Сципионе сообщает Плиний Старший. Согласно этому автору, прозвище Salvitto появилось из-за удивительного сходства патриция с одним мимом, носившим то же имя. Плиний пишет, что Марк Валерий Мессала Руф решил написать свой генеалогический труд «О семьях», «поскольку, проходя по атрию Сципиона Помпониана, он увидел, что Сальвиттоны — ведь это прозвище было бесчестьем для Африканских, — вследствие усыновления по завещанию пробираются к имени Сципионов». По-видимому, множественное число здесь — преувеличение; имеется в виду один Сальвиттон, участник африканской кампании, который, таким образом, родился в семье плебея Помпония, а через усыновление перешёл в семью патриция Корнелия. Установить личности кровного отца и усыновителя, а также преномен усыновлённого не представляется возможным.
Именно Сальвиттона может иметь в виду Корнелий Непот, когда пишет о некоем Корнелии Сципионе, просившем Тита Помпония Аттика описать в одной из его книг генеалогию Фабиев и Эмилиев.